# Giuseppe Tricarico
Giuseppe Tricarico (25. června 1623 Gallipoli – 14. listopadu 1697 tamtéž) byl italský hudební skladatel.

## Život
Giuseppe Tricarico se narodil v Gallipoli do místní šlechtické rodiny. Počáteční hudební vzdělání získal v rodném městě, kde se naučil hrát na varhany a patrně zpíval ve sboru katedrály Sant'Agata. Studoval v Neapoli a v letech 1740 a 1754 žil v Římě, kde publikoval několik prací o hudbě pod názvem Concertus ecclesiastici duarum trium et quatuor vocum věnovaných Carlu, vévodovi di Montenero. Práce jsou z větší části ztraceny. V roce 1654 přišel do služeb kardinála Giovanni Battisty Spada a stal se kapelníkem hudební akademie "Accademia dello Spirito Santo". V témže roce byla také ve Ferraře provedena jeho první opera L'Endimione.
V roce 1657 odcestoval se svým bratrem, zpěvákem Antoniem Tricarico, do Vídně, kde se ujal funkce kapelníka v nově zřízené dvorní kapely císařovny Eleonory Magdaleny Gonzagové. Tuto funkci zastával do roku 1662, kdy ho vystřídal Pietro Andrea Ziani. Tricarico vrátil do svého rodného města, kde zůstal až do své smrti a věnoval se výhradně k výuce hudby.
Mezi jeho díla patří opery, oratoria a duchovní i světská vokální díla, z nichž některá jsou věnována císaři Leopoldu I.

## Dílo

### Opery
- L'Endimione (A. Passarelli, Ferrara, 1655)
- La Virtù guerriera (Aurelio Aureli, Vídeň, 1659)
- L'Oronie (Vídeň,1660)
- L'Almonte (Antonio Draghi, Vídeň, 1661)
- La generosità d'Alessandro (Francesco Sbarra, Vídeň, 1662)
- L'Endimiro creduto Uranio (P. Russo, Teatro San Bartolomeo, Neapol, 1670)

### Oratoria
- La gara della Misericordia e Giustizia di Dio (C. Scorano, Vídeň, 1661)
- La fede trionfante (Antonio Draghi, Vídeň, 1662)
- Adamo ed Eva (Vídeň, 1662)

### Jiné skladby
- Concentus ecclesiastici, liber quartus (Řím, 1649)
- Crucifixus (Řím, 1650)
- Mše (osmihlasá)
- 4 madrigaly (tříhlasé)
- 9 motet
- 5 kantát pro 1–2 hlasy
- jednotlivé árie